# Flamme de la paix
Ne doit pas être confondu avec Flamme de la paix (Pays-Bas).
La Flamme de la paix est une cérémonie qui marque officiellement la fin de la crise ivoirienne, cet évènement se déroule les 30 et 31 juillet 2007, à Bouaké avec la présence de Laurent Gbagbo, Guillaume Soro, plusieurs personnalités ivoiriennes ainsi que des présidents africains tels que Amadou Toumani Touré, Blaise Compaoré, Yayi Boni, Faure Gnassingbe, Nino Viera, Thabo Mbeki…
La RTI, Africable et de nombreuses chaines étrangères retransmettent en direct l'évènement. Plus de 25 000 personnes étaient présentes dans l'enceinte du stade de Bouaké (ou Stade de la Paix),.
Le 31 juillet est désormais férié dans le calendrier ivoirien.

## Célébrations
31 juillet 2007 :
- Défilé militaire

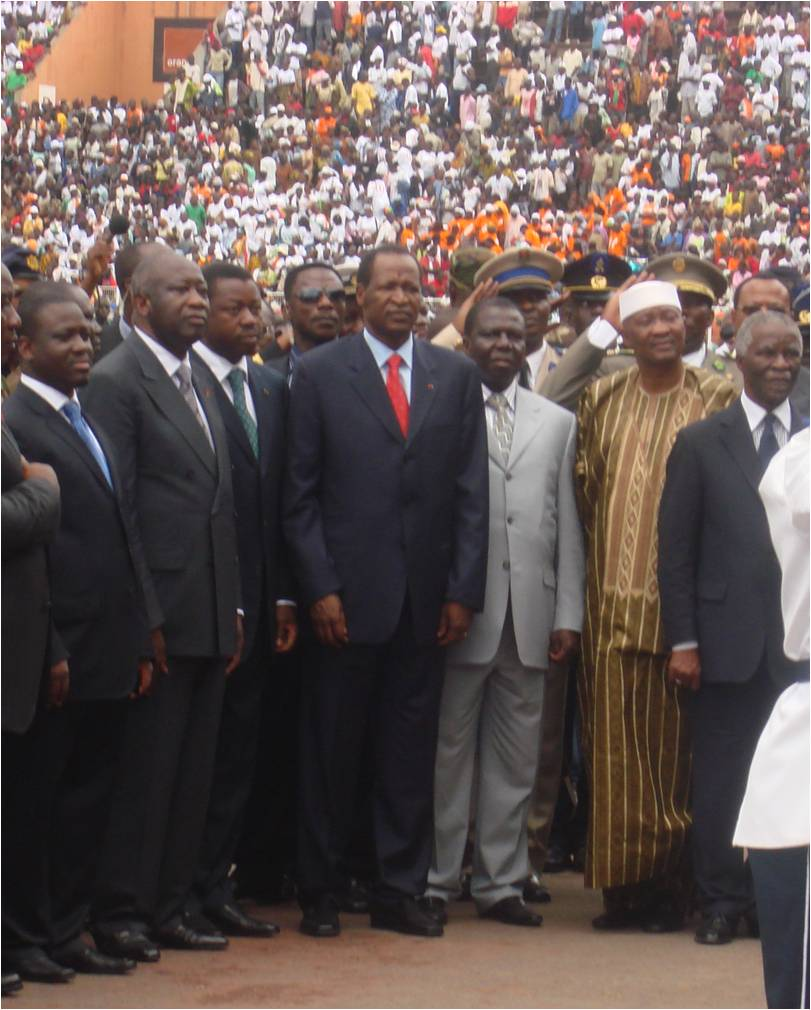
Chefs d'État africains à la cérémonie de la flamme de la paix, le 30 juillet 2007.

- Remise croisée d’armes de Philippe Mangou et Soumaïla Bakayoko (Chefs d’État Major des deux armées ex-belligérantes) au Premier ministre et au Chef de l’État.
- Découpage à la meule électrique par les deux généraux d’un canon de 105 mm qui rejoindra les autres armes sur le bûcher.
- La Flambe de la Paix, venue de Tiébissou a fait le tour du Stade en passant par les éléments des deux armées et du contingent onusien, avant de parvenir aux Chefs d’État présents qui la transmettront les uns aux autres[4].
- Laurent Gbagbo et Guillaume Soro allument tous deux, le bûcher dressé au milieu du stade, détruisant du coup un impressionnant stock d’armes qui, il n’y a pas encore longtemps, ont servi à donner la mort[5],[6],[3],[4].

## Premier anniversaire de la flamme
30 Juillet 2007 marque le premier anniversaire de la « Flamme de la Paix » a été baptisé, en Côte d’Ivoire, « journée de la réconciliation et de la réunification ». Dans un stade de Bouaké, 25 000 personnes ont assisté à une cérémonie placée sous le signe du recueillement. Parmi les présents, Laurent Gbagbo, Blaise Compaoré et un représentant du président malien, empêché. Egalement présents à la cérémonie œcuménique, le Premier ministre ivoirien Guillaume Soro, mais aussi de grosses pointures de la classe politique ivoirienne tels Henri Konan Bédié et Alassane Ouattara,. 